# Karolyn Grimes
Karolyn Grimes, född 4 juli 1940 i Hollywood i Kalifornien, är en amerikansk skådespelare. Grimes mest kända roll är den som Zuzu Bailey i Frank Capras film Livet är underbart från 1946. Hon spelade också Debby Brougham i Ängel på prov 1947. 

## Filmografi i urval
- 1945 – Osvuret är bäst
- 1945 – Hett om öronen
- 1946 – Blue Skies
- 1946 – Att offra allt
- 1946 – Livet är underbart
- 1947 – Philo Vance's Gamble
- 1947 – Bel Amis kärleksaffärer
- 1947 – Skandal efter noter
- 1947 – Ängel på prov
- 1948 – Albuquerque, äventyrens stad
- 1949 – Döden i hälarna
- 1950 – Gränsryttarna vid Rio Grande
- 1951 – Honeychile
- 1952 – H.C. Andersen